# Leśniczówka w Surowem
Leśniczówka w Surowem – zabytkowy budynek w Surowem, w powiecie ostrołęckim, w województwie mazowieckim.
Leśniczówka została wybudowana przy skrzyżowaniu leśnych dróg, w odległości ok. 3 km od głównej części Surowego i ok. 3 km na zachód od Czarni. W pobliżu znajduje się rezerwat przyrody Surowe.
Budynek został wzniesiony z drewna w stylu dworkowym, na fundamentach z kamieni i cegły. Elewacje są symetryczne, z wyjątkiem przybudówki i elewacji wschodniej z jednym oknem. Od południowej strony elewację urozmaica ganek z dwoma kolumnami nakrytymi dachem dwuspadowym. Pod czterospadowym, półszczytowym dachem znajduje się użytkowe poddasze (strop drewniany), na które prowadzą również drewniane schody.
W 1995 dokonano waloryzacji budynku – eternitowy dach zastąpiono blachą w kolorze ciemnego brązu, a wnętrze wyremontowano i uzupełniono o instalację wodno-kanalizacyjną i łazienkę.
17 czerwca 2022 leśniczówka została wpisana do rejestru zabytków.
Poza budynkiem leśniczówki w skład osady wchodzą zabudowania gospodarcze, sad i studnia.